# حسن الحبیب
حسن الحبیب (انگلیسی: Hassan Al-Habib؛ زادهٔ ۱۴ سپتامبر ۱۹۹۴) یک ورزشکار اهل عربستان سعودی است.